# كازاخستان في الألعاب الأولمبية الصيفية 2016
نافست كازاخستان في دورة الألعاب الأولمبية الصيفية 2016 في ريو دي جانيرو، البرازيل، من 05-21 أغسطس 2016. وكان هذا الظهور السادس على التوالي في البلاد في دورة الألعاب الأولمبية الصيفية في حقبة ما بعد الاتحاد السوفيتي.